# James Gray (författare)
James Gray, född 30 juni 1899 i Minneapolis, död 6 augusti 1984, var en amerikansk författare och kritiker.
Gray var 1920–1946 ledarskribent och teater- och litteraturkritiker i S:t Paul Pioneer Press and Dispatch och var från 1946 litteraturkritiker i Chicago Daily News. Gray utgav romaner som Shoulder the sky (1935) som porträtterade en läkarfamiljs liv i en småstad i Mellersta Västern, Wake and remember (1936), Wings of great desire (1938, svensk översättning Livet är värt att leva, 1941) och Vagabond path (1941) samt skådespel. The Illinois (1940) är en skildring av Illinoisfloden, Pine, stream and prairie (1945) en bok om de typiska mellanvästernamerikanska staterna Wisconsin och Minnesota och On second thought (1946) ett urval ur Grays litterära kritik, som ger en personlig bild av amerikansk och europeisk litteratur efter första världskriget, präglad av rätt kritisk inställning till en rad erkända författare.